# Konkubinatsverbot
Das Konkubinatsverbot war eine gesetzliche Vorschrift in Teilen der Schweiz und Deutschlands, welche die wilde Ehe verbot und der Strafbarkeit unterstellte.
Das Konkubinatsverbot wurde 1970 in Bayern, 1972 im Kanton Zürich, 1992 im Kanton Schwyz und 1995 im Kanton Wallis aufgehoben.